# Stefano degli Angeli
Pour les articles homonymes, voir Angeli.
Stefano degli Angeli (Venise, 1623 - Venise, 1697) est un mathématicien, Jésuate, élève de Bonaventura Cavalieri, correspondant de Torricelli et de Viviani.

## Biographie
Stefano degli Angeli est professeur à l'université de Padoue de 1647 à 1697, soit 50 ans.
Il publie sur l'intégration de {\displaystyle x^{k}} (1654), des courbes en polaires (1660) et sur la cochlée (1661), poursuivant le travail de Torricelli.
Il enseigne les séries de son collègue Pietro Mengoli et aura comme élève James Gregory de 1664 à 1668.
Tout comme Torricelli, il s'intéresse à la mécanique (déviation vers l'est) et à l'hydraulique.

## Œuvres
- (la) Problemata geometrica sexaginta, Venetiis, apud Iohannem La Noù, 1658 (lire en ligne)
- (la) De infinitis parabolis, de infinitisque solidis ex variis rotationibus ipsarum, partiumque earundem genitis, Venetiis, apud Ioannem La Noù, 1659 (lire en ligne)
- (la) Miscellaneum geometricum, Venetijs, apud Ioannem La Noù, 1660 (lire en ligne)
- (la) De infinitorum spiralium spatiorum mensura, Venetijs, apud Ioannem La Noù, 1660 (lire en ligne)
- (la) Accessionis ad steriometriam, et mecanicam, pars prima, Venetijs, apud Ioannem La Noù, 1662 (lire en ligne)
- (it) Della gravità dell'aria e fluidi, esercitata principalmente nei loro omogenei, Padova, Matteo Cadorino, 1671 (lire en ligne)

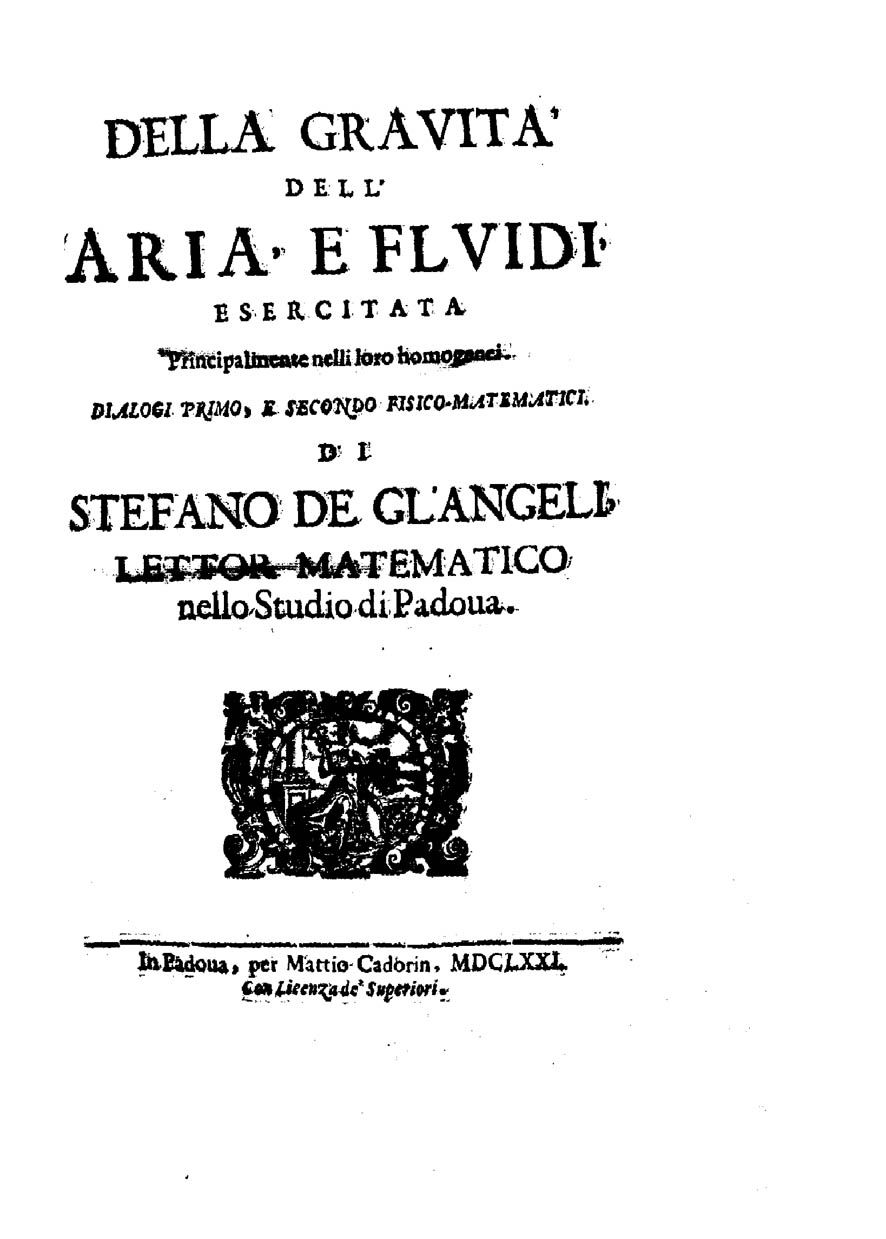
Della gravità dell'aria e fluidi, esercitata principalmente nei loro omogenei, 1671